# La Malagueta
La Malagueta es un barrio del distrito Centro de la ciudad de Málaga, en Andalucía (España). Según la división oficial de barrios del ayuntamiento, limita al norte con el barrio de Campos Elíseos; al oeste, con el Ensanche Centro; y al este con La Caleta.
El barrio se asienta sobre una porción de terreno triangular que se adentra en el mar, situado entre el muelle de levante del puerto y la playa de La Malagueta. En el vértice de este triángulo se sitúa La Farola.

## Historia

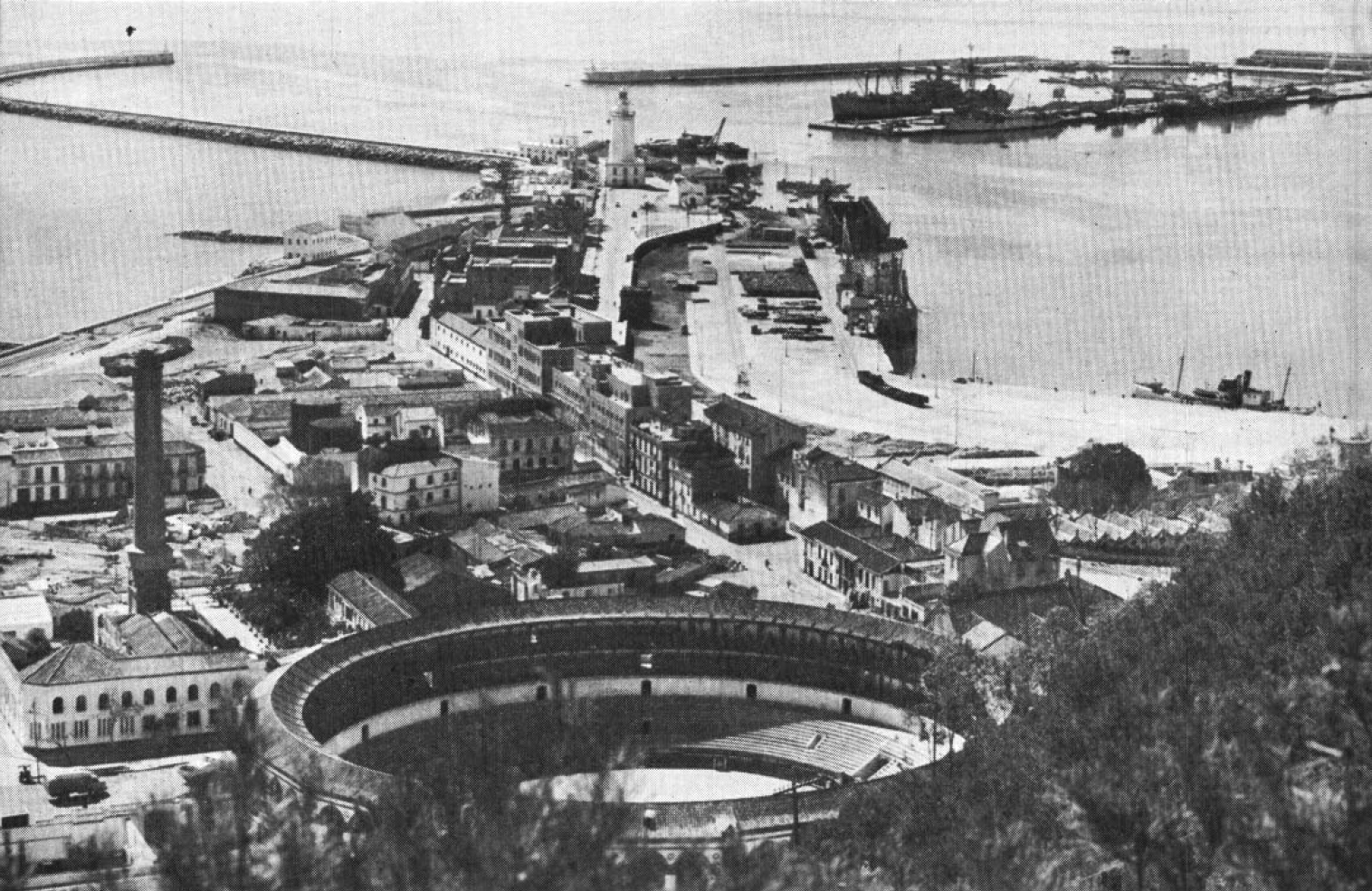
La Malagueta antes del desarrollismo.

En 1822 la Malagueta pasa a propiedad municipal y se convierte en escenario del auge de la pionera revolución industrial malagueña del siglo XIX. Con la demolición de la muralla del faro se incorporó este borde litoral a la ciudad. La Malagueta era una zona industrial atravesada por una vía de los Ferrocarriles Suburbanos de Málaga. El terreno estaba ocupado por la Azucarera La Malagueta (1858) de Martín Heredia y Hermanos, sociedad de Martín Heredia Escolar, hermanastro de Manuel Agustín Heredia. Otros establecimientos de la Malagueta eran bodegas, un astillero y la industria siderúrgica El Ángel de Juan Giró. Sus habitantes eran marengos y jabegotes, dedicados a la pesca, que se hacinaban en chozas o cabañas. Éstas eran las únicas viviendas de la zona hasta que se construyeron el Hospital Noble y la Plaza de toros de La Malagueta y empezaron a aparecer villas y mansiones burguesas a lo largo del Paseo de la Farola y del Paseo de Reding.     
Los ejes viales del barrio decimonónico eran la calle Maestranza, donde se instaló la fábrica de energía eléctrica The Málaga Electricity Company en 1888, y la de Vélez-Málaga, a las que después se sumarían las calles Fernando Camino, Keromnés, Arenal y Puerto. La llegada del tranvía a finales de siglo supuso la creación de una escollera, dando inicio a la instalación de merenderos en la zona y La Malagueta se convierte en lugar de ocio para las actividades de descanso y reposo vinculadas al mar. 
A principios del siglo XX aparecen los primeros balnearios, como los baños de Apolo y de la Estrella. No obstante las actividades industriales continuaron desarrollándose con la instalación de fábricas como la fundición de Roldán, la Fabril Malagueña de Hidalgo Espíldora, la fábrica de aceitunas de Manzano, la bodega de Barceló y una serrería. Los balnearios se levantaban en el mar sobre sustentos de hierro y contaban con bares, restaurante y vestidores, desde donde se descendía por unas escalinatas para tomar el baño. Las zonas de baño estaban cubiertas por esparto para proteger la intimidad de los bañistas y existían zonas separadas para hombres y mujeres. 
En la actualidad, La Malagueta constituye uno de los mejores ejemplos del urbanismo del desarrollismo de la ciudad, ya que durante los años 1960 se levantaron edificios de altura en torres, sin previa planificación urbanística, para albergar el mayor número de viviendas posible en el menor espacio posible, resultando en una gran densidad de población y en calles estrechas con una importante carencia de espacios públicos y equipamientos. En 1990 se produjo la regeneración de la playa de La Malagueta, ganando en amplitud gracias grandes a aportes de arena de manera artificial.

## Edificios y lugares de interés
Apenas quedan señales del pasado industrial de La Malagueta del siglo XIX, a excepción de la Chimenea de la antigua Fábrica de Energía Eléctrica. De finales del XIX y principios del XX sí se han conservado el Hospital Noble, la Plaza de Toros de La Malagueta, el Palacio de la Tinta, el Real Club Mediterráneo y el conjunto urbano del Paseo de Reding. En el Paseo de La Farola se encuentran inmuebles que datan de finales del siglo XIX como una oficina del Catastro de Málaga, el edificio que albergó la sede de la Demarcación de Costas de Andalucía Mediterráneo, así como el Registro General de la Subdelegación de Defensa en Málaga.
Del segundo tercio del siglo XX data el modernista Edificio Desfile del Amor. Del periodo autárquico señalar el edificio de la Jefatura Provincial de Obras Públicas, de González Edo. En 1961 se inauguró la residencia militar Reyes Católicos en el Paseo Marítimo Ciudad de Melilla. De 1980 señalar el edificio Horizonte, de estilo brutalista. Destacar también los edificios en estilo arquitectónico moderno Torre Lamela y Torre del Puerto (1975), de Luis Blanco Soler y Torre Melilla 31 (1971) de Antonio Lamela Martínez.

## Transporte

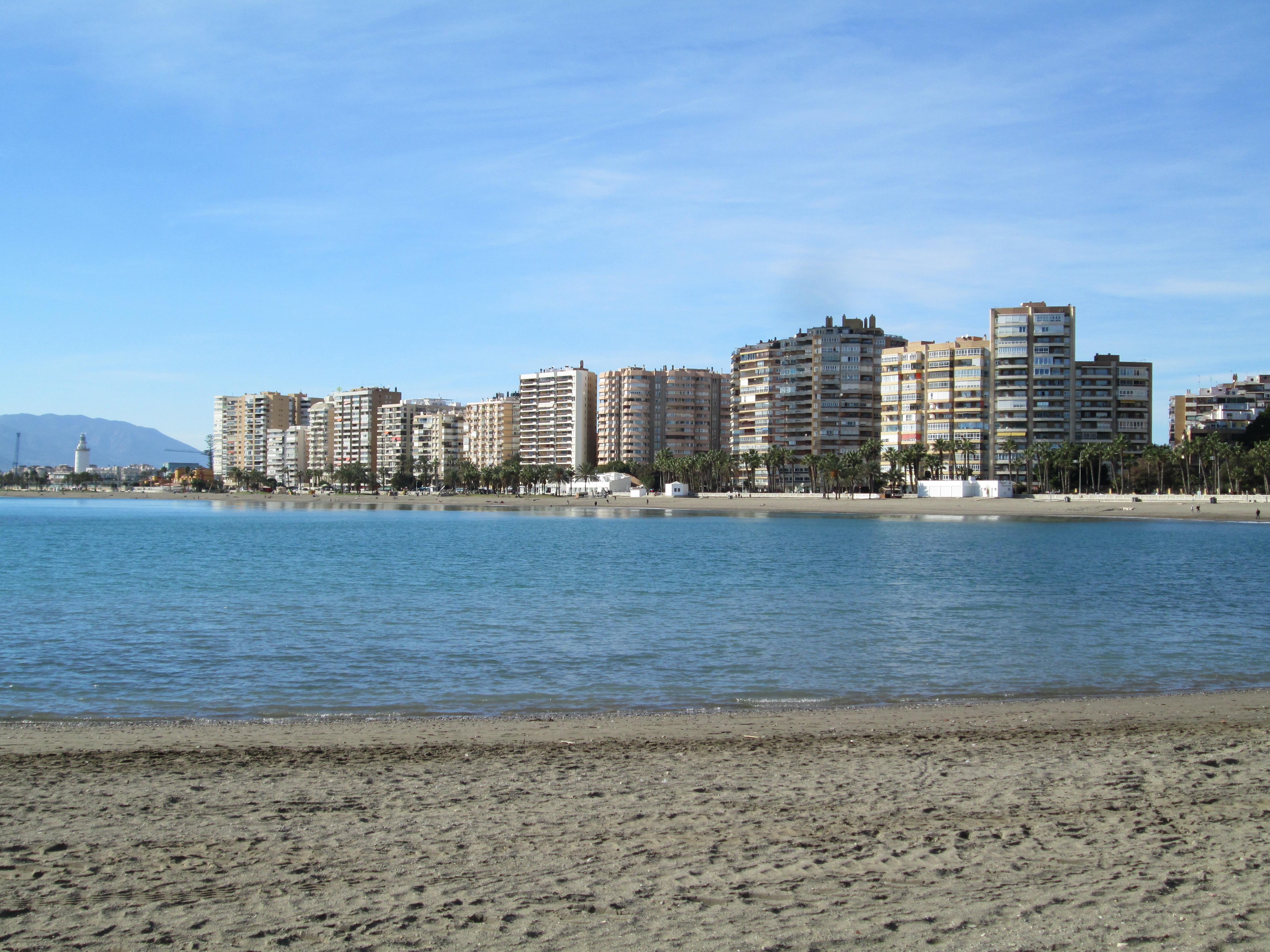
Playa de la Malagueta y las características torres residenciales propias del desarrollismo

Señalar asimismo la playa de La Malagueta y el paseo marítimo ciudad de Melilla. 

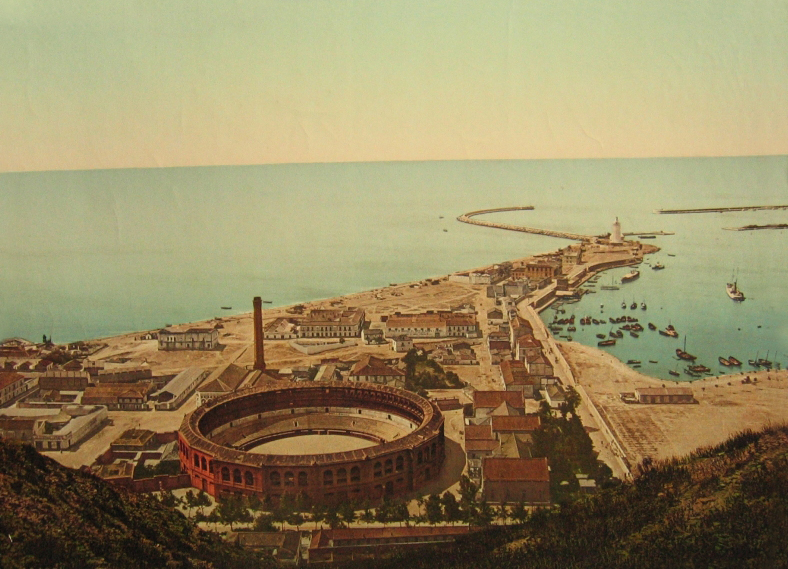
La Malagueta hacia 1900 como zona industrial

La futura estación de La Malagueta será la terminal de las líneas 1, 2 y 3 del metro de Málaga, que se encuentra en construcción. En autobús el barrio queda conectado mediante las siguientes líneas de la EMT: 
| Línea | Trayecto                                                                           | Recorrido | Frecuencia    |
| ----- | ---------------------------------------------------------------------------------- | --------- | ------------- |
| A     | Paseo del Parque - Aeropuerto                                                      | Recorrido | 12-13 minutos |
| C2    | Circular 2                                                                         | Recorrido | 11-12 minutos |
| 1     | Parque del Sur - Avda. Europa (San Andrés)                                         | Recorrido | 8-9 minutos   |
| 3     | Puerta Blanca - Alameda Principal - El Palo (C. Olías) \|\|Recorrido\|\| 8 minutos |           |               |
| 4     | Paseo del Parque - Cortijo Alto (Ciudad de Justicia)                               | Recorrido | 11-12 minutos |
| 11    | Universidad - Alameda Principal - El Palo\|\|Recorrido\|\|8 minutos                |           |               |
| 14    | Paseo de la Farola - Teatinos                                                      | Recorrido | 11 minutos    |
| 19    | Paseo del Parque - Santa Rosalía (Campanillas)                                     | Recorrido | 30-35 minutos |
| 25    | Paseo del Parque - Santa Rosalía (Campanillas)                                     | Recorrido | 13-17 minutos |
| 32    | Avda Andalucía - El Limonar                                                        | Recorrido | 16-18 minutos |
| 33    | Avenida de Andalucía - Cerrado de Calderón                                         | Recorrido | 25-35 minutos |
| 34    | Avenida de Andalucía - Pedregalejo (La Mosca)                                      | Recorrido | 30-35 minutos |
| 35    | Avenida de Andalucía - Gibralfaro                                                  | Recorrido | 40-50 minutos |
| 37    | Avenida de Andalucía - Altamira/Monte Dorado                                       | Recorrido | 25-30 minutos |
| N1    | Puerta Blanca - El Palo                                                            | Recorrido | 25 minutos    |